# Capsula interna
La capsula interna è una struttura anatomica cerebrale, di sostanza bianca. Essa è costituita, nell'uomo, da fasci di fibre nervose dette "di proiezione" perché partono (fibre cortico-talamiche o cortico-pontine / cortico-nucleari) o arrivano (fibre talamo-corticali) alla corteccia cerebrale. Queste mettono in connessione la corteccia con regioni del diencefalo, del tronco e del midollo spinale, ed hanno principalmente la funzione di comandare la motilità volontaria e ricevere la sensibilità del corpo.
In una sezione orizzontale del cervello (Taglio di Flechsig) si può distinguere la capsula interna come una fascia bianca al centro di ciascun emisfero: questa ha un andamento curvo con una concavità verso l'esterno.
Le fibre che percorrono la capsula interna partono (o arrivano) da un'ampia area di corteccia. Se si segue l'andamento verso il collo, però, si nota che la sezione orizzontale della capsula diventa sempre minore. In questa sezione si distingue un ginocchio (dove si trova la concavità), un braccio anteriore (dalla concavità verso la fronte) ed un braccio posteriore (dalla concavità verso la nuca). In particolare, le tre zone contengono differenti fasci di fibre:
- braccio anteriore: ha fibre talamo-corticali (che connettono talamo anteriore, parte dell'ipotalamo ed altri nuclei del sistema limbico alla corteccia frontale) e fronto-pontine (dal lobo frontale);
- ginocchio: ha fibre cortico-talamiche, tra cui le fibre cortico-nucleari che, arrivate nel tronco encefalico, passano quasi tutte dalla parte opposta del corpo (cioè si incrociano, ma non tutte) e finiscono nei nuclei dei nervi cranici eterolaterali per comandare la muscolatura volontaria della testa e del collo;
- braccio posteriore: ha fibre cortico-talamiche, tra cui le fibre cortico-spinali che comandano la muscolatura volontaria degli arti e del resto del corpo. Inoltre vi si trovano le fibre cortico-rubrali.

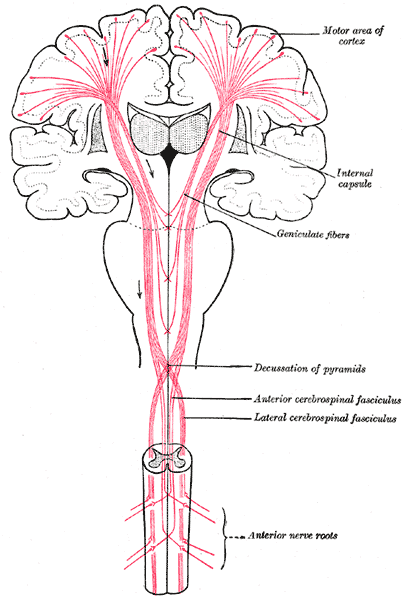
I tratti motori della capsula interna

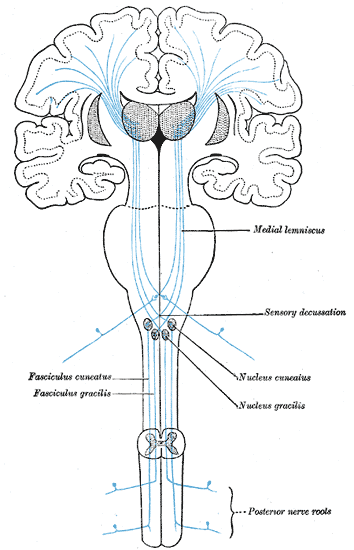
I tratti sensitivi della capsula interna

Lungo il decorso della capsula interna, i suoi tratti entrano in contatto con diverse strutture anatomiche: la testa del nucleo caudato si trova più interna rispetto al braccio anteriore, il nucleo lenticolare (pallido interno, esterno e putamen) è alloggiato verso l'esterno, nella concavità del ginocchio, mentre il talamo si trova nel lato interno del braccio posteriore.

## Patologia
Di grossa importanza, nella capsula interna, è il passaggio delle fibre della motricità volontaria, che poi passeranno all'altro lato del corpo prima di innervare gli obiettivi. A causa di ciò, lesioni od infarti a questa struttura possono dare paralisi limitate a parti del corpo, ma soprattutto opposte rispetto all'emisfero danneggiato. Il danneggiamento delle fibre porta successivamente a morte dei neuroni a cui appartengono, processo che può essere visto macroscopicamente.

## Galleria d'immagini

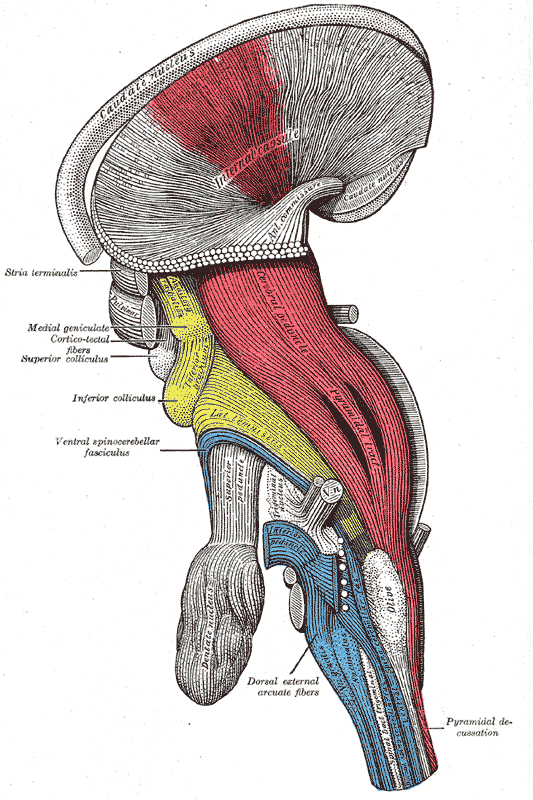
Dissezione profonda del cervello. Vista laterale.
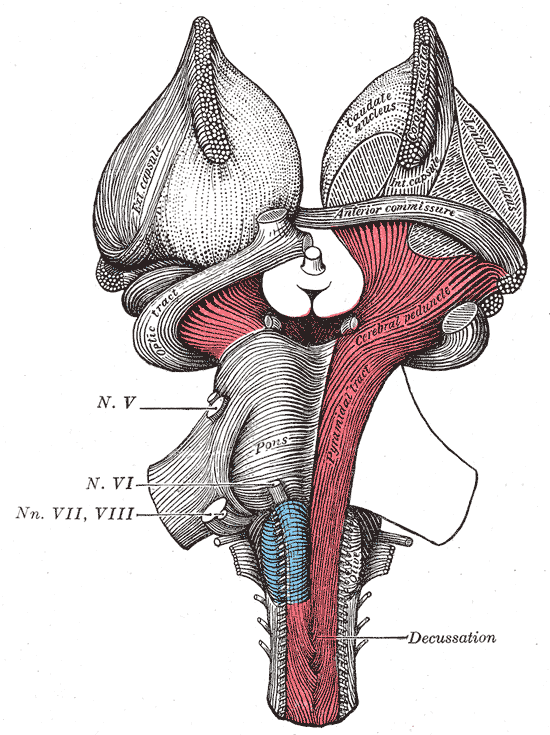
Dissezione superficiale del cervello. Vista ventrale.
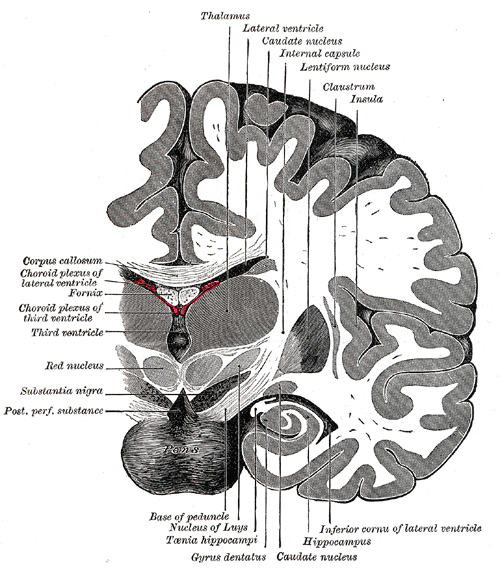
Sezione coronale dei cervello, immediatamente davanti al ponte.
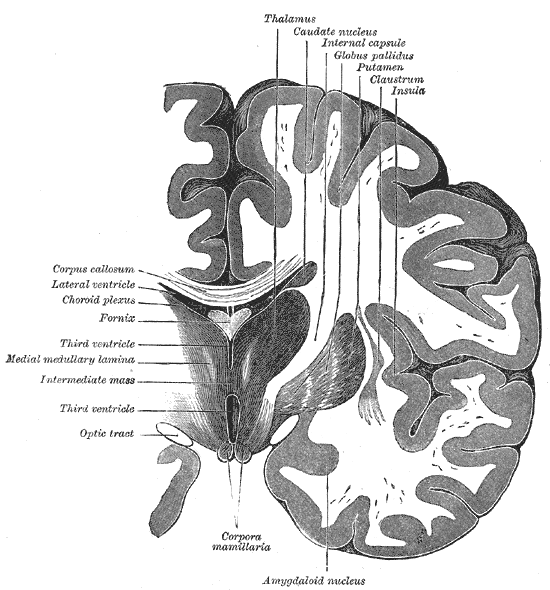
Sezione coronale del cervello, attraverso la massa intermedia del terzo ventricolo.
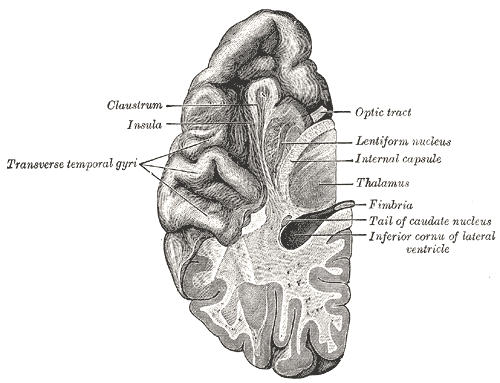
Sezione del cervello che mostra la superficie superiore del lobo temporale.
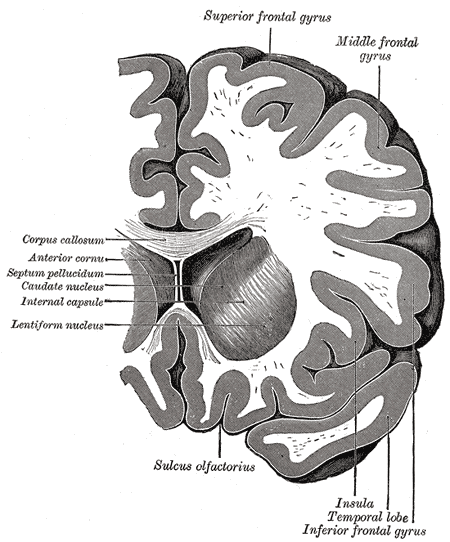
Sezione coronale attraverso i corni anteriori dei ventricoli laterali.
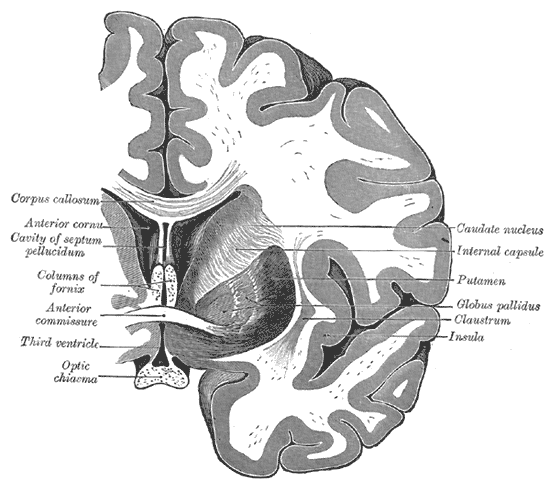
Sezione coronale del cervello attraverso la commissura anteriore.
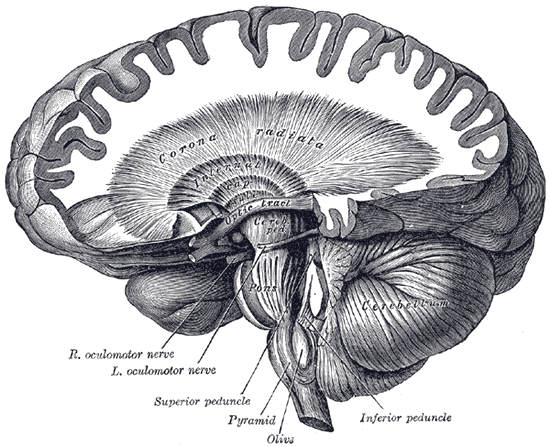
Dissezione che mostra il decorso delle fibre cerebrospinali.
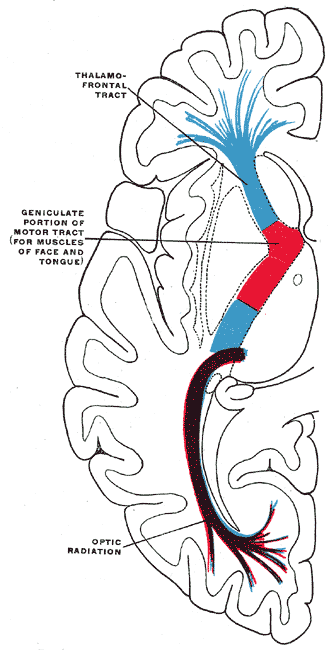
Diagramma dei tratti della capsula interna.
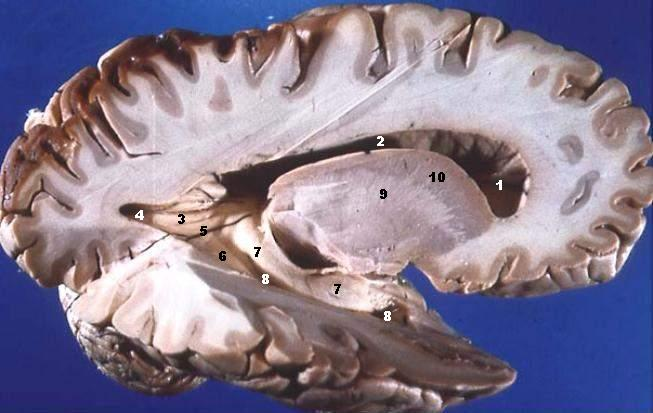
Cervello umano con una dissezione destra, vista laterale.